# François-Ambroise Didot
François-Ambroise Didot (1730-1804) (* Paris, 7 de Janeiro de 1730 † Paris, 10 de Julho de 1804) foi helenista, bibliófilo, impressor, editor e fundidor da caracteres tipográficos, pai de Firmin Didot (1764-1836 a quem sucedeu na oficina tipográfica da família, e filho de François Didot (1686-1757), primeiro tipógrafo da família.

## Obras
- 1783, Fénelon, les Aventures de Télémaque
- 1784, Bossuet, Discours sur l'Histoire universelle
- 1784, Racine, Œuvres, 3 volumes
- 1785, Biblorum sacrorum vulgatae..., 2 volumes
- 1787 à 1788, La Fontaine, Fables
- 1788, Nicolas Boileau-Despréaux, Œuvres
- 1789, Jean-Baptiste Massillon, Petit Carême
- 1790, Jean-Baptiste Rousseau, Odes, Cantates, épitres et poésies diverses
- 1790, Voltaire, la Henriade
- 1791, Molière, Œuvres, 6 volumes
- 1795, Pierre Corneille, Théâtre, 10 volumes
- 1796, François de La Rochefoucauld, Pensées et Maximes
- 1797, François de Malherbe, Poésies

## Família Didot
- François Didot (1689-1757)
- Pierre-François Didot (1731-1795)
- Pierre Didot (1761-1853)
- Firmin Didot (1764-1836)
- Henri Didot (1765-1852)
- Saint-Léger Didot (1767-1829)
- Ambroise-Firmin Didot[1] (1790-1876)
- Hyacinthe-Firmin Didot (1794-1880)
- Jules Didot (1794-1871)
- Edouard Didot (1797-1825)
- Alfred Firmin-Didot[2] (1828-1913)